# Franciszek Pieniak (oficer)

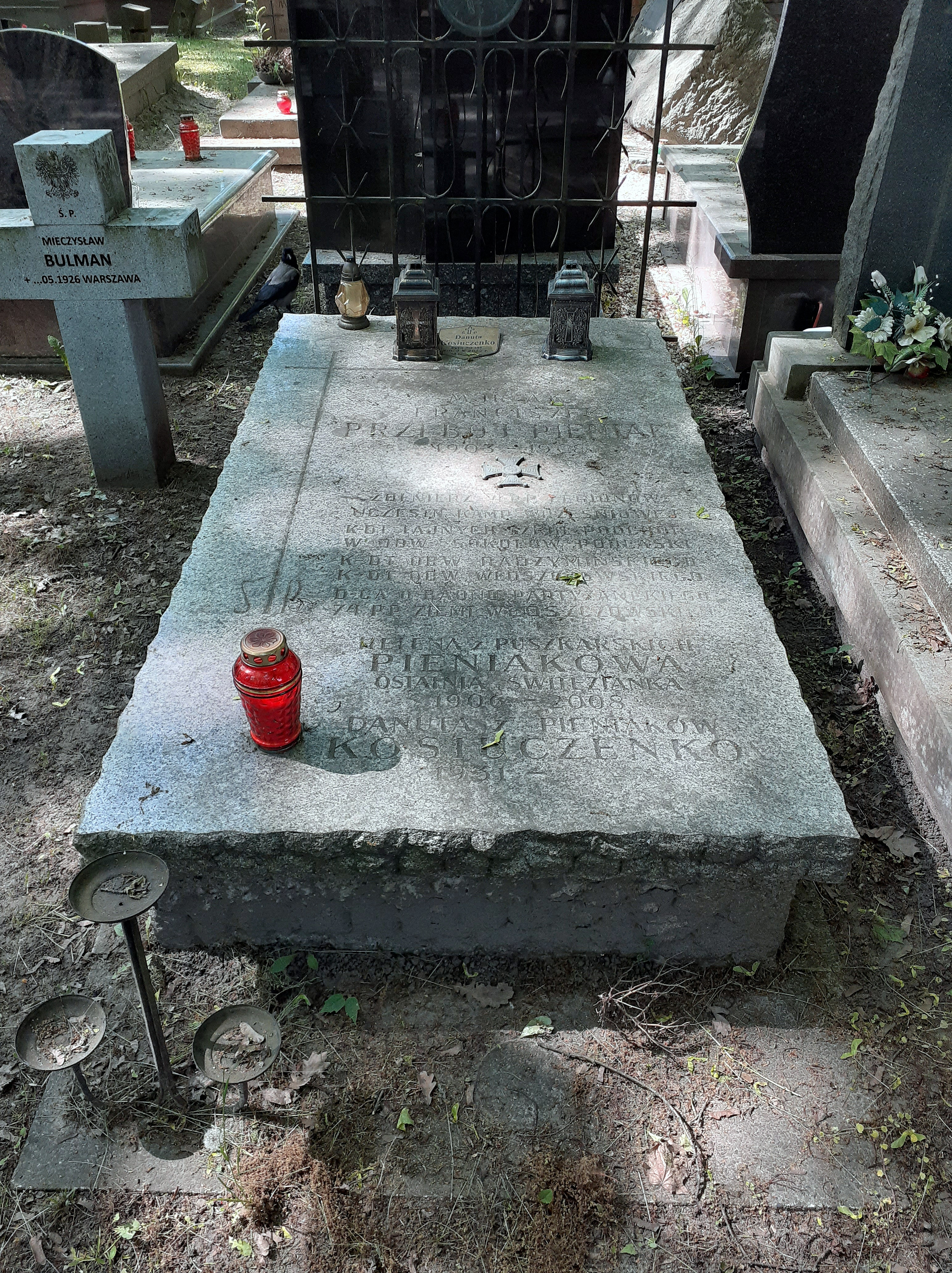
Grobowiec rodzinny Franciszka Pieniaka

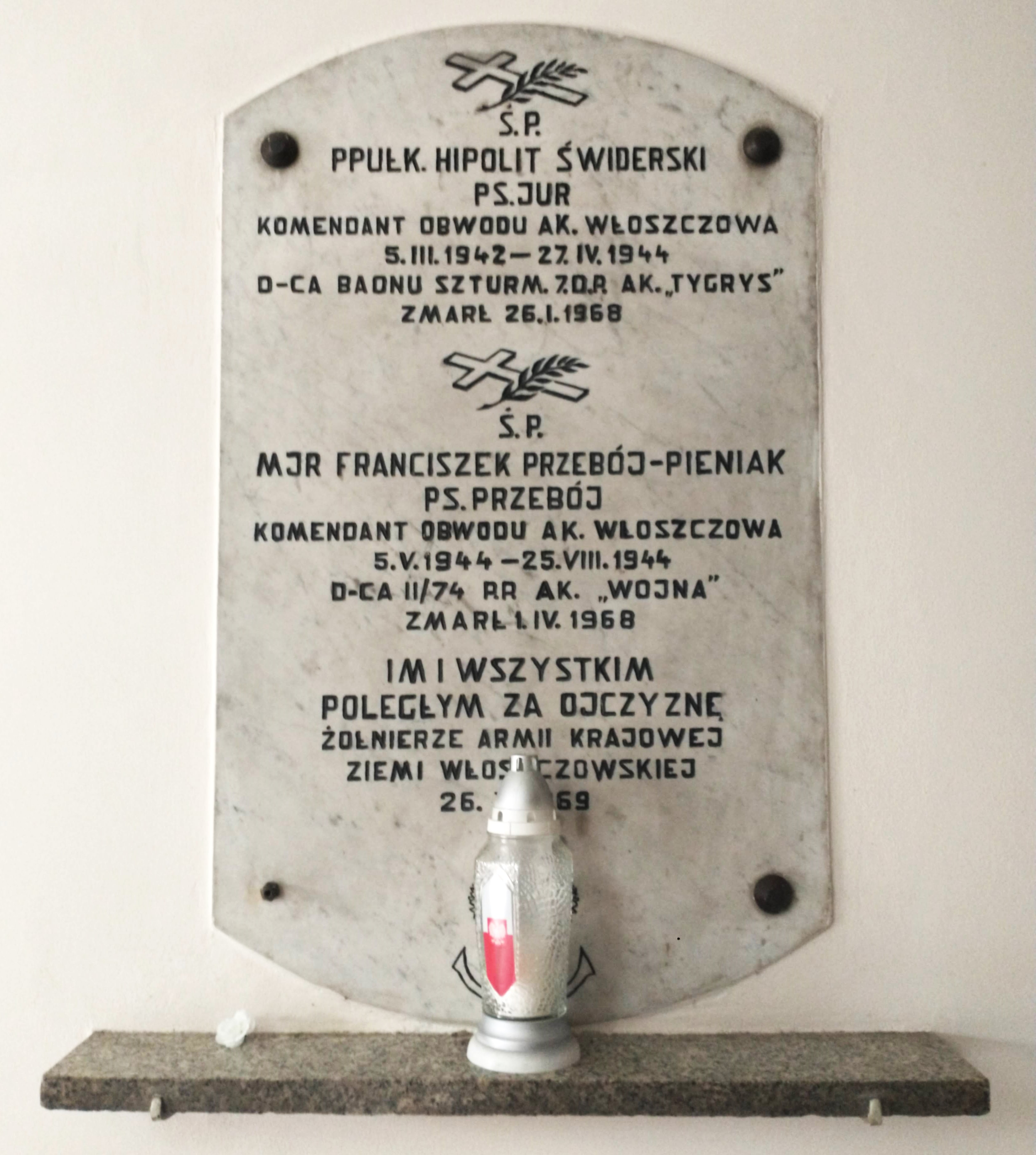
Tablica pamiątkowa w kościele Wniebowzięcia NMP we Włoszczowie

Franciszek Pieniak ps. „Przebój”,  „Tadeusz Orski” (ur. 14 października 1903 w Osinach, zm. 1 kwietnia 1968 w Warszawie) – porucznik piechoty Wojska Polskiego II RP, kapitan Armii Krajowej.

## Życiorys
Urodził się 14 października 1903 w Osinach jako syn Jakuba.
Po odzyskaniu przez Polskę niepodległości brał udział w szeregach Wojska Polskiego w wojnie polsko-bolszewickiej 1920. Walczył jak żołnierz 4 pułku piechoty Legionów. Od 4 sierpnia 1921 do 7 lipca 1922 był uczniem Szkoły Podchorążych, a w roku szkolnym 1922/23 uczniem Oficerskiej Szkoły Piechoty w Warszawie. 2 lipca 1923 prezydent RP mianował go podporucznikiem ze starszeństwem z 1 lipca 1923 i 107. lokatą w korpusie oficerów piechoty, a minister spraw wojskowych wcielił do 78 pułku piechoty w Baranowiczach. Następnie został awansowany do stopnia porucznika piechoty ze starszeństwem z dniem 1 lipca 1925. Później był oficerem Szkoły Podchorążych Rezerwy w Berezie Kartuskiej. Z dniem 8 października 1928 został przydzielony na roczny kurs wychowania fizycznego w Centralnej Szkole Wychowania Fizycznego w Poznaniu. Od 15 września do 31 października 1930 był przydzielony do składnicy wojennej 78 pp. W marcu 1932 został przeniesiony do 2 pułku strzelców podhalańskich w Sanoku, gdzie był dowódcą plutonu i dowódcą kompanii, a w latach 1933–1934 komendantem powiatowym Wychowania Fizycznego i Przysposobienia Wojskowego. W lipcu 1935 został zwolniony z zajmowanego stanowiska i oddany do dyspozycji dowódcy Okręgu Korpusu Nr X. Pod koniec tego roku w stopniu porucznika został przeniesiony w stan spoczynku. Przed 1939 prowadził gospodarstwo rolne w Chociszewie.
W sierpniu 1939 został zmobilizowany do Wojska Polskiego i mianowany adiutantem dowódcy oddziałów ochronnych w Kutnie. Po wybuchu II wojny światowej w czasie kampanii wrześniowej przydzielony do grupy ppłk. Edwarda Wani, gdzie w zgrupowaniu gen. Brunona Olbrychta pełnił funkcję adiutanta mjr. Ludwika Gabriela. Po klęsce polskiej wojny obronnej przedostał się do rodzinnego Brzozowa. W październiku 1939 wstąpił do Służby Zwycięstwu Polski obejmując stanowisko komendanta obwodu Sokołów Podlaski. Pozostając następnie oficerem Związku Walki Zbrojnej i Armii Krajowej pod pseudonimem „Przebój” w stopniu kapitana pełnił funkcje komendanta Kedywu, zastępcy komendanta Obwodu Sokołów Podlaski AK. Był także szefem Tajnej Szkoły Podchorążych. Po przeniesieniu od września 1943 był zastępcą komendanta Obwodu Radzyń Podlaski AK. Od czerwca 1944 był komendantem Obwodu Włoszczowa AK. Od 19 sierpnia 1944 do stycznia 1945 pełnił stanowisko dowódcy II batalionu (pod kryptonimem „Wilk” i „Wojna”) 74 pułku piechoty AK w składzie 7 Dywizji Piechoty AK „Orzeł”, biorących udział w akcji „Burza”.
Po nadejściu frontu wschodniego i wkroczeniu Armii Czerwonej pozostawał w ukryciu. Początkowo ukrywał się pod zmienionym nazwiskiem w majątku doświadczalnym Szkoły Głównej Gospodarstwa Wiejskiego w Dębowicach, następnie w majątkach szkolnych w Sobótce i Ozorzynie. Od 1947 do 1949 był administratorem folwarku Czerniewiczów w Kłodawie. Później ponownie ukrywał się. Dokonał ujawnienia 21 stycznia 1957 we Wrocławiu.
Zmarł 1 kwietnia 1968 w Warszawie. Został pochowany na Cmentarzu Wojskowym w Warszawie (kwatera B18-1-6).
Był żonaty z Heleną z domu Puszkarską (w latach 30. kierowała sekcją sportową przy kole  Rodziny Wojskowej w Sanoku). Mieli córkę Danutę Modestę Wandę (ur. w 1931 w majątku Pieszczanka).

## Ordery i odznaczenia
- Krzyż Srebrny Orderu Virtuti Militari[19]
- Krzyż Walecznych[19]
- Srebrny Krzyż Zasługi z Mieczami[19]
- Medal Pamiątkowy za Wojnę 1918–1921[19]
- Medal Dziesięciolecia Odzyskanej Niepodległości
- Państwowa Odznaka Sportowa